# Jean-Pierre Labatut
Pour les articles homonymes, voir Labatut.
Jean-Pierre Labatut, né le 12 mai 1935 à Boeil-Bezing dans les Pyrénées-Atlantiques et mort le 5 juillet 1985 à Limoges est un historien moderniste français, spécialiste de la noblesse du XVIIe siècle.

## Biographie

### Carrière
Jean-Pierre Labatut naît le 12 mai 1935 à Boeil-Bezing dans les Pyrénées-Atlantiques.
Après l'agrégation d'histoire obtenue en 1958, il est assistant à la Sorbonne avant d'être maître de conférences puis professeur d'histoire moderne, d'abord à l'université de Pau (de 1970 à 1980) puis à l'université de Limoges (de 1980 à 1985).

### Historien de la noblesse
Il soutient en 1970 sa thèse, consacrée, sous la direction de Roland Mousnier, aux ducs et pairs de France au XVIIe siècle. Elle est publiée aux PUF en 1972. Cette thèse « pour la période considérée, épuise le sujet ». Elle est saluée par André Corvisier, pour qui « cet ouvrage quasi exhaustif est un excellent instrument de travail ». 
Jean-Pierre Labatut appartient au groupe des élèves de Roland Mousnier qui mène, dans les années 1960 et 1970, des recherches très fructueuses sur la société de l'Ancien Régime : les révoltes populaires (Yves-Marie Bercé, Madeleine Foisil, René Pillorget), la noblesse (en plus de Jean-Pierre Labatut, Arlette Jouanna et Jean-Marie Constant), l'histoire rurale (Jean Jacquart) et les guerres de Religion (Élie Barnavi, Myriam Yardeni). Les travaux de Jean-Pierre Labatut participent ainsi d'un tournant historiographique majeur, amorcé en France dès la fin des années 1960, qui renouvelle l'histoire de la noblesse. Ce groupe social devient un objet étudié en lui-même et dans un large contexte temporel et thématique. 
En 1978, Jean-Pierre Labatut publie un ouvrage de synthèse sur les noblesses européennes à l'époque moderne, dans une collection destinée aux étudiants. Il y décrit la diversité sociale et politique des noblesses des différents pays d'Europe mais aussi la communauté de valeurs de ce groupe social.
En 1984, Jean-Pierre Labatut publie une biographie de Louis XIV, intitulée Louis XIV, roi de gloire. Selon Thierry Sarmant, cet ouvrage range son auteur parmi les biographes admirateurs de Louis XIV, comme Louis Bertrand, Pierre Gaxotte et François Bluche, qui contribuent à en diffuser la légende dorée.  
Jean-Pierre Labatut meurt le 5 juillet 1985 à Limoges.

## Ouvrages
- Jean-Pierre Labatut, Les Ducs et pairs de France au XVIIe siècle, Paris, Presses universitaires de France, coll. « Publications de la Sorbonne / N. S. Recherches » (no 1), 1972, 456 p. (lire en ligne)[4],[5].
- Jean-Pierre Labatut, Les Noblesses européennes de la fin du XVe siècle à la fin du XVIIIe siècle, Paris, Presses universitaires de France, coll. « L'historien », 1978, 184 p. (ISBN 9782130353447, lire en ligne)[9],[12].
- Jean-Pierre Labatut, Louis XIV roi de gloire, Paris, Imprimerie nationale, coll. « Personnages », 1984, 393 p. (ISBN 978-2110808059)[10],[11].
- Jean-Pierre Labatut, Noblesse, pouvoir et société en France au XVIIe siècle, Limoges, Trames, coll. « Travaux et mémoires de l'Université de Limoges », 1987, 267 p. (recueil posthume d'articles)[13].

### Nécrologies
- Madeleine Foisil, « In memoriam. Jean-Pierre Labatut », Histoire, économie & société, vol. 5, no 2,‎ 1986, p. 171–172 (lire en ligne, consulté le 12 février 2023).
- Hélène Himelfarb, « In memoriam : Jean-Pierre Labatut », Cahiers Saint-Simon, vol. 13, no 1,‎ 1985, p. 81–81 (lire en ligne, consulté le 12 février 2023).